# Gura Văii (gmina Racova)
Gura Văii – wieś w Rumunii, w okręgu Bacău, w gminie Racova. W 2011 roku liczyła 722 mieszkańców.